# Ottavio II Thiene
Ottavio Thiene (Ferrara, 8 febbraio 1582 – Ferrara, 1623) fu marchese di Scandiano dal 1619 fino alla sua morte. Era figlio di Giulio Thiene e di Eleonora Sanvitale.

## Biografia
Ottavio nacque a Ferrara l'8 febbraio del 1582 dal marchese di Scandiano Giulio Thiene e da Eleonora Sanvitale, che morì un mese e mezzo dopo il parto.
Nel 1619 alla morte del padre Giulio, Ottavio gli succedette nel governo e nei diritti del feudo di Scandiano.
Ottavio II Thiene si sposò con Lavinia, della nobile famiglia dei Pio di Savoia, dopo la morte della prima moglie Camilla Sogari, deceduta durante il parto assieme al primogenito del marchese nel settembre 1608.
Il cronachista ferrarese Guarini descrive il marchese Ottavio II, suo contemporaneo, come un personaggio di elevato ingegno e di animo generoso e nobile, che viveva con grande magnificenza e splendore. Lo stesso Guarini racconta di una festa organizzata in occasione dell’elezione di Gregorio XV al Pontificato, dicendo che «gli celebrò nella gran piazza detta di Schiffanoia, situata davanti al suo Palagio, sontuosissime allegrezze illuminate con bellissimo ordine da infiniti lumi, e fuochi», con una complicatissima scenografia comprendente una gran macchina la cui altezza superava la facciata del palazzo, finendo poi con concerti musicali.
Ottavio II, come già i suoi predecessori, governa il feudo di Scandiano da Ferrara servendosi di un "Ministro" locale, e le cronache riportano che prende ufficialmente possesso di Scandiano nel novembre del 1620, più di un anno dopo la morte del padre Giulio. La rocca infatti è un grande cantiere aperto e i lavori per la realizzazione della facciata sud e dello scalone sono ancora in corso.
Durante il suo breve governo (1619-1623), emanò diverse grida:
"Essi Banni comprendono più di cento Decreti diversi contro gli atti irreligiosi, contro la delazione dell'armi, i banditi, i cingano, le vegghie senza licenza. Rigori per la caccia; divieto di estrarre generi alimentari dallo Stato senza permesso. Regolamenti per tener pulito Scandiano, per li Notari, per le maschere, per le irrigazioni. Che le donne non possano contrattare senza l'approvazione dei parenti e del Governatore. Provvista di grano per i fornari ec. ec. Varii di questi Decreti ed altri furono aboliti successivamente dai Duchi d'Este".
Questo ultimo Thiene riesce a farsi benvolere dai sudditi di Scandiano per i modi di governo più accondiscendenti e per il fatto di aver nominato come suo Ministro lo scandianese Bartolomeo Bertolani, a differenza dei Thiene suoi predecessori che lo avevano sempre nominato «forestiero». Inoltre nel 1622, Ottavio II Thiene, destinò un fondo a nord di Scandiano, fuori dalla città, per la costruzione della chiesa e del convento dei padri cappuccini, riservando per sé e per i suoi eredi la proprietà di questo fondo. Nella chiesa medesima venne apposta la lapide del marchese.
Nell'agosto 1623, mentre proseguono gli interminabili lavori alla fabbrica della rocca, il marchese Ottavio II, da anni sofferente di gotta come il padre, muore a Ferrara senza eredi maschi, così che il feudo di Scandiano ritorna sotto il controllo della casa d’Este.

## Discendenza
Dal matrimonio con Lavinia Pio di Savoia nacquero:
- Eleonora, sposata con il marchese Macchiavelli di Ferrara, nipote di papa Urbano VIII
- Francesca, sposata con il conte Claudio Rangone
- Barbara, monaca